# Samuel Nicholson Rhoads
Samuel Nicholson Rhoads (1862-1952) foi um ornitólogo estadunidense.

## Obras
- The Birds Observed In British Columbia And Washington During Spring And Summer, 1892 (1893)
- The Mimetic Origin And Development Of Bird Language (1889)
- Probable Causes Of Polygamy Among Birds (1890)
- Synopsis Of The Polar Hares Of North America (1896)